# 威斯康星校友研究基金会
威斯康星校友研究基金会（英語：The Wisconsin Alumni Research Foundation）是一个独立的非營利組織，参与资助研究与技术转移，由威斯康星大学麦迪逊分校的校友在1925年成立。

## 外部連結
- 官方网站